# Harry Edwards (réalisateur)
Pour les articles homonymes, voir Harry Edwards et Edwards.
Harry Edwards est un réalisateur, scénariste et acteur canadien né le 11 octobre 1887 à Calgary (Canada) et mort le 26 mai 1952 à Los Angeles (États-Unis).

## Filmographie

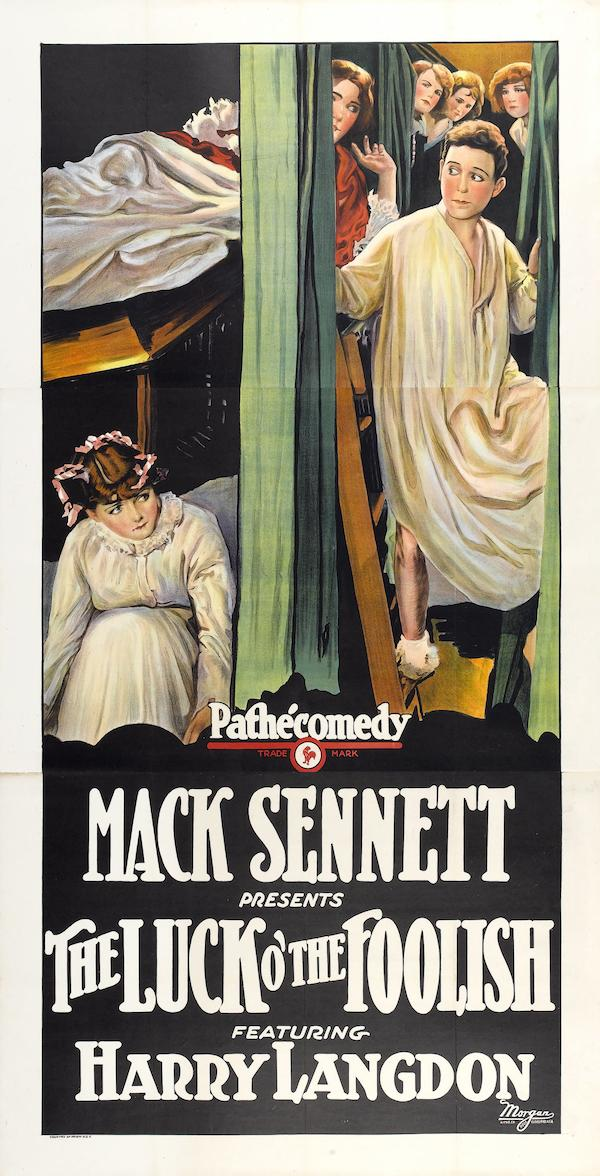
Affiche de The Luck o' the Foolish (1924).

### Comme réalisateur
- 1914 : Universal Ike Gets a Goat
- 1915 : In and Out of Society
- 1915 : Hearts and Flames
- 1915 : The Fatal Note
- 1915 : Poor Policy
- 1915 : Father Was Neutral
- 1916 : Ham and the Masked Marvel
- 1916 : The Surf Girl
- 1917 : A Fire Escape Finish
- 1917 : The Shame of a Chaperone
- 1918 : His Double Life
- 1918 : Their Neighbor's Baby
- 1919 : Taking Things Easy
- 1920 : Fix It for Me
- 1923 : Boyhood Days
- 1923 : A Howling Success
- 1923 : Day by Day in Every Way
- 1923 : Smarty
- 1923 : Oh, Ma the Rent Taker
- 1923 : Dad's Boy
- 1923 : Ham and Yeggs
- 1923 : Spring Fever
- 1923 : The Covered Schooner
- 1924 : Pay or Move
- 1924 : Dusty Dollars
- 1924 : A Lofty Marriage
- 1924 : Out Bound
- 1924 : The Lion and the Souse
- 1924 : The Luck o' the Foolish
- 1924 : The Hansom Cabman
- 1924 : La Longue Nuit (All Night Long)
- 1924 : Feet of Mud
- 1925 : The Sea Squawk
- 1925 : His Marriage Wow
- 1925 : Boobs in the Wood
- 1925 : Plain Clothes
- 1925 : Remember When?
- 1925 : Lucky Stars
- 1925 : There He Goes
- 1926 : Saturday Afternoon
- 1926 : Plein les bottes (Tramp, Tramp, Tramp)
- 1926 : Fiddlesticks
- 1926 : Soldier Man
- 1926 : Benson at Calford
- 1926 : Fighting to Win
- 1926 : Making Good
- 1927 : A Hollywood Hero
- 1927 : Premier Amour (His First Flame)
- 1927 : Fiddlesticks (en)
- 1927 : The Golf Nut
- 1927 : Gold Digger of Weepah
- 1927 : Daddy Boy
- 1928 : The Beach Club
- 1928 : The Best Man
- 1928 : The Bicycle Flirt
- 1928 : The Girl from Nowhere
- 1928 : His Unlucky Night
- 1928 : A Dumb Waiter
- 1928 : The Campus Vamp
- 1928 : Motorboat Mamas
- 1928 : Hubby's Weekend Trip
- 1928 : A Jim Jam Janitor
- 1929 : Clunked on the Corner
- 1929 : Sitting Pretty
- 1929 : Calling Hubby's Bluff
- 1929 : Matchmaking Mamma
- 1929 : The Nightwatchman's Mistake
- 1929 : A Close Shave
- 1929 : Doing His Stuff
- 1929 : Sunday Morning
- 1929 : His Girl's Wedding
- 1930 : Up and Down Stairs
- 1930 : Vernon's Aunt
- 1930 : Follow Me
- 1930 : Cleaning Up
- 1930 : Go to Blazes
- 1930 : Ooh La-La
- 1931 : Hello Russia
- 1931 : The Sargie's Playmate
- 1931 : No Privacy
- 1931 : Scared Stiff
- 1931 : Hello Napoleon
- 1931 : The Cat's Paw
- 1931 : Howdy Mate
- 1931 : First to Fight
- 1931 : An Apple a Day
- 1931 : Hotter Than Haiti
- 1931 : Selling Shorts
- 1931 : Bless the Ladies
- 1931 : Peeking in Peking
- 1932 : Sea Soldier's Sweeties
- 1932 : In the Bag
- 1932 : Sold at Auction
- 1932 : Robinson Crusoe and Son
- 1932 : Eyes Have It
- 1932 : Meet the Princess
- 1932 : Honeymoon Beach
- 1932 : Ship A Hooey!
- 1932 : Kid Glove Kisses
- 1932 : Sunkissed Sweeties
- 1932 : A Fool About Women
- 1932 : Boy Oh Boy!
- 1933 : Leave It to Dad
- 1933 : Hot Hoofs
- 1933 : Artist's Muddles
- 1933 : Feeling Rosy
- 1933 : Loose Relations
- 1933 : Marriage Humor
- 1933 : His Weak Moment
- 1933 : Frozen Assets
- 1933 : Pop's Pal
- 1934 : An Old Gypsy Custom
- 1934 : The Super Snooper
- 1942 : Sappy Birthday
- 1942 : Wedded Blitz
- 1942 : Cooks and Crooks
- 1942 : Matri-Phony
- 1942 : Phoney Cronies
- 1942 : Carry Harry
- 1942 : College Belles
- 1942 : Sappy Pappy
- 1942 : Piano Mooner
- 1943 : Socks Appeal
- 1943 : Two Saplings
- 1943 : Blonde and Groom
- 1943 : Three Little Twirps
- 1943 : Quack Service
- 1943 : Garden of Eatin'
- 1943 : He Was Only Feudin'
- 1943 : Who's Hugh?
- 1944 : Defective Detectives
- 1944 : His Tale Is Told
- 1944 : His Hotel Sweet
- 1944 : Wedded Bliss
- 1944 : Strife of the Party
- 1944 : A Knight and a Blonde
- 1944 : Heather and Yon
- 1945 : Snooper Service
- 1945 : Pistol Packin' Nitwits
- 1945 : Wife Decoy
- 1945 : The Jury Goes Round 'n' Round
- 1945 : The Mayor's Husband
- 1945 : Where the Pest Begins
- 1945 : A Hit with a Miss
- 1945 : Spook to Me
- 1946 : The Blonde Stayed On
- 1946 : Maid Trouble

### comme scénariste
- 1932 : Hotel Continental
- 1928 : The Best Man
- 1928 : A Dumb Waiter
- 1929 : Clunked on the Corner
- 1929 : Don't Get Jealous
- 1929 : Jazz Mamas
- 1933 : His Weak Moment
- 1940 : His Bridal Fright
- 1940 : Mr. Clyde Goes to Broadway
- 1940 : You're Next
- 1940 : Boobs in the Woods
- 1940 : No Census, No Feeling
- 1940 : Cold Turkey
- 1940 : Blondes and Blunders
- 1941 : Love at First Fright
- 1941 : Host to a Ghost
- 1941 : The Blitz Kiss
- 1941 : Some More of Samoa
- 1941 : Sweet Spirits of Nighter
- 1942 : Cooks and Crooks
- 1942 : Phoney Cronies
- 1942 : Carry Harry
- 1944 : Defective Detectives
- 1944 : His Hotel Sweet
- 1944 : Strife of the Party
- 1944 : Heather and Yon
- 1945 : Snooper Service
- 1945 : Pistol Packin' Nitwits
- 1945 : Spook to Me
- 1946 : Maid Trouble
- 1948 : Pardon My Lamb Chop

### comme acteur
- 1912 : Young Wild West Cornered by Apaches
- 1914 : Le Petit Lord Fauntleroy : Dick Tipton
- 1915 : The Ventures of Marguerite
- 1917 : One Good Turn
- 1918 : Five to Five
- 1918 : Many a Slip
- 1918 : Whose Wife?
- 1918 : The Night of His Life
- 1918 : Never Surprise Your Wife
- 1918 : All Dressed Up
- 1918 : Widow's Might
- 1918 : Know Your Neighbor
- 1919 : Sally's Blighted Career
- 1920 : His Pajama Girl : Blakie Jones
- 1921 : Rest in Peace
- 1921 : Hubby Behave
- 1921 : Dummy Love
- 1921 : Take Your Time
- 1921 : Zero Love
- 1921 : Man vs. Woman
- 1921 : His Nibs : First Villain
- 1922 : Cold Feet
- 1922 : Mile-a-Minute Mary